# II wojna stuletnia

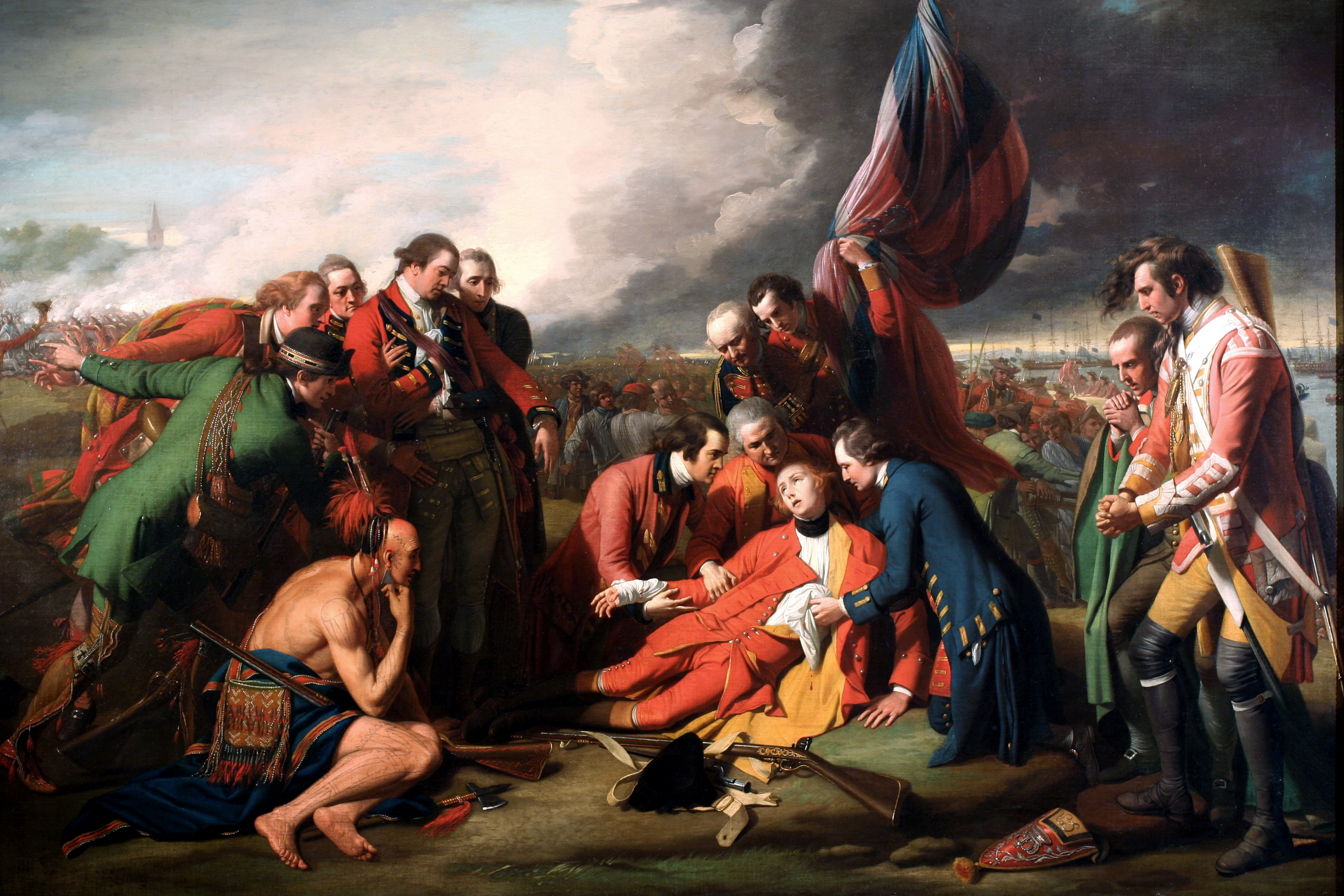
Bitwa o Quebeck (1759) – decydujące zwycięstwo brytyjskie w wojnie siedmioletniej

II wojna stuletnia – termin historiograficzny używany przez niektórych historyków na łączne określenie serii konfliktów między Francją a Anglią/Wielką Brytanią w latach 1689(lub 1714)–1815. Wydaje się, że termin ten został wymyślony przez J. R. Seeley, który pisze o tym w swojej pracy The Expansion of England: Two Courses of Lectures (1883).
Podobnie jak Wojna stuletnia, powyższy termin nie opisuje pojedynczego wydarzenia militarnego, ale ogólny stan wojny pomiędzy dwiema głównymi stronami konfliktu.

## Poszczególne konflikty w okresie 1689–1815
- Wojna Francji z Ligą Augsburską (1689–1697)
- wojna o sukcesję hiszpańską (1701–1714)
- wojna o sukcesję austriacką (1740–1748)
- wojna siedmioletnia (1756–1763)
- wojna o niepodległość Stanów Zjednoczonych (1778–1783[5])
- wojny rewolucyjne i wojny napoleońskie (łącznie 1792–1815)